# Station Słotwiny
Station Słotwiny is een spoorwegstation in de Poolse plaats Słotwiny.